# 读书台
梁昭明太子读书台位于中国江苏省常熟市虞山东南麓石梅，1977年建成书台公园，占地1.2公顷，包括焦尾泉、雅集亭、巫公祠及虞山东麓摩崖石刻群等文物胜迹，古木参天。1982年11月17日，读书台公布为常熟市文物保护单位。 